# 岳維峻
岳 維峻（がく いしゅん）は中華民国の軍人。北京政府、国民軍、国民政府（国民革命軍）に属した。字または号は西峰。岳飛の後裔とされる。

## 事跡
代々の武官の家に生まれる。祖父は武科挙で解元となり、花門の変で戦死した。父の岳振興も武進士となり、皇室侍衛を経て山西省霊丘県の都司に補された。岳維峻も16歳のとき、武学貢生となる。義和団事件では岳振興は岑春煊に随行し西太后の警護を務めたが、岳維峻は清朝廷の腐敗に失望しており、それに前後して官を辞した。
やがて陝西省の革命派指導者である井勿幕や胡景翼の部下となり、また、中国同盟会にも加入した。辛亥革命では騎兵を率いて戦った。
1912年（民国元年）、陝西都督となった張鳳翽は袁世凱の北洋政府を支持し革命派に圧迫をかけたため、胡景翼は日本へ逃れた。陝西省に残された岳維峻は劉守中 の部下としてしばし雌伏の時を過ごす。二次革命（第二革命）失敗後の1914年、北京で団長を務めていた同郷の魏炳鴻に袁世凱打倒を持ちかけるも拒絶された。8月に胡景翼が帰国すると、陳樹藩率いる第4混成旅教導営軍官連でともに軍官としての教育を受ける。以降は一貫して胡に随従し、胡が歩兵遊撃営営長に昇進すると第2連連長として三原に駐屯し、1916年（民国5年）の護国戦争（第三革命）ではともに挙兵した。
1918年1月、胡が陝西靖国軍右翼軍を組織すると第3遊撃支隊司令や前敵総指揮として陳樹藩や劉鎮華と対峙した。1924年（民国13年）9月、勝威将軍の位を授与された。同年の第2次奉直戦争、北京政変（首都革命）を経て、胡が馮玉祥率いる国民軍に参加し、副司令兼第2軍軍長に就任すると、岳は隷下の第2師師長に任命された。
同年12月、胡景翼が河南督軍として同省に入ると、岳維峻もこれに従った。まもなく、陝西督軍劉鎮華の配下である憨玉琨と胡との間で地盤争いが勃発すると（「胡憨之戦」）、岳はこれに参戦し、劉・憨を撃破する上で功があった。しかし、勝利直後の1925年（民国14年）4月10日、胡は病に倒れて急逝してしまう。岳は胡の地位を後継して、国民軍第2軍軍長兼署理河南督弁となった。ただし、胡景翼とは異なり、共産党には否定的な立場をとった。第2軍は河南全省で25万人を擁していたが、うち国民軍直系の出身者は4万人ほどしかおらず、他は土着軍閥の毅軍や豫軍出身者、呉佩孚軍や劉鎮華軍からの投降者などの寄せ集めであった。そのため、第2軍は度々組織としての機能不全を引き起こし、規律を失った将兵は各地で乱暴狼藉を働いた。加えて、武漢攻略に兵力を集中すべきとの劉允丞の反対を押し切り、山西省、直隷省、山東省の三方への遠征を強行。こうした岳維峻の無策な拡張政策は、のちに紅槍会からの逆襲を招く事になる。
1926年（民国15年）1月に直隷派呉佩孚の支援を受けた劉は反撃に転じ、靳雲鶚の第1軍、寇英傑の第2路軍とともに河南省に進攻を開始。岳は、国民軍嫡系の田生春の第2師第4旅、楊瑞軒の第10混成旅を南部、蒋士傑の第11師を南東部の信陽、魯軍と対峙していた李紀才の第9師を東部に配備し、その他軍主力は開封鄭州、洛陽に配備した。特に、蒋の第11師は第2路軍を1ヵ月以上押し留めるなど健闘を見せたが、国民軍出身ではなかった第11師第16旅長兼豫東鎮守使・郭振才が無抵抗のまま靳雲鶚に東部の帰徳を明け渡し、更に26日、毅軍の米振標も開封で靳を迎え入れ、28日には鄭州への進軍の動きを見せていた。岳は3月1日、鄭州で緊急会議を開いたところ、撤退が多数を占めたため、2日、鄭州を放棄、大部分は洛陽に、一部は直隷に向かった。同日、鄭州は元部下で直隷派に寝返っていた田維勤の第20師が制圧した。6日、李雲竜らとともに汽車で洛陽に到着したが、劉鎮華に味方した地元の紅槍会に弾薬を積載した貨車を襲撃され、更に西に逃れた。劉鎮華はそれを追い、潼関を占領した。
以降、閻錫山によって軟禁されていたが、1926年（民国15年）9月の馮玉祥による五原誓師を経て、岳も救出され、国民革命軍に加わった。以後、第2集団軍第5方面軍総指揮に任ぜられ、河南省への北伐に参加。しかし、樊鍾秀と連絡をとっていた疑いで馮玉祥に睨まれ、安徽省へと逃亡する。以降は蔣介石陣営に加わり、第3軍副軍長などを歴任した。
北伐終了後は湖北省襄樊に駐屯していたが、1928年（民国17年）に済南事件が起こると、下野して上海に寓居していた田玉潔より挙兵抗日の建議を受ける。岳は田と対談するため襄樊に呼び寄せたが、田はその道中で棗陽で紅軍の捕虜となり、翌年殺害されてしまった。
1929年（民国18年）に陝西招撫使、豫西警備司令を、その翌年に国民革命軍第34師師長を歴任し、主に紅軍との戦いを担当した。しかし、1931年（民国20年）3月、鄂豫皖ソビエト区で紅軍との戦闘に敗北して捕虜とされてしまう。翌年8月11日、国民革命軍への内応を図ったとして、張国燾の命により河南省光山県で銃殺刑に処された。享年50。国民政府から陸軍上将の位を追贈されている
。

## 注
1. 1 2 3 4  劉国銘主編（2005）、1585頁。
2. ↑  劉紹唐主編（1975）、94頁。
3. ↑  ちなみに同じく岳飛の後裔とされる当時の要人としては岳開先もいる。ただし岳開先の出身地は四川省成都府である。なお外務省情報部編（1928）、465頁は、同頁内で岳開先につき「岳飛二十六世ノ孫ナリト稱セラル」と記述している一方で、岳維峻については何故か「前清武将ノ名門出ナル」としか記述していない。
4. 1 2  张德枢 王绍猷 王捷三. “陕西靖国军第四路后任司令岳维峻事略”.   陕西省图书馆. 2024年11月18日閲覧。
5. 1 2 3  徐主編（2007）、868頁。
6. ↑  劉紹唐主編（1975）、94-95頁。
7. 1 2 3  来ほか（2000）、1151頁。
8. 1 2  外務省情報部編（1928）、465頁。
9. 1 2 3  “岳维峻”.   陕西省地方志办公室. 2024年11月18日閲覧。
10. ↑  丁文江 (2007). 民国军事近纪 广东军事纪. 中华书局. p. 70. ISBN 9787101055320
11. 1 2 3 4 5  邓书杰,李 梅,吴晓莉,苏继红 (2005). 风暴来临（1920－1929）. 中国历史大事详解3. 吉林音像出版社. p. 479
12. 1 2 3   蔣介石年譜（1887～1926）. 九州出版社. (2012). p. 1125
13. 1 2  劉紹唐主編（1975）、95頁。
14. ↑  杨 2001, p. 345.